# ایبوگین
ایبوگین یا ایبوگائین (به انگلیسی: Ibogaine) یک سایکو اکتیو روان‌گردان طبیعی است که در خانواده گیاهان خرزهره‌ایان می‌باشد مانند تبرنارته ایبوگا، وواکانگا آفریکانا. ایبوگائین روانگردان با خواص متفرقه است.
تحقیقات مقدماتی نشان می‌دهد که ممکن است به ترک اعتیاد به مواد مخدر کمک کند؛ با این حال، اطلاعات دقیقی در مورد انسان وجود ندارد. استفاده از آن با عوارض جانبی جدی و مرگ مرتبط است. بین سال‌های ۱۹۹۰ و ۲۰۰۸، ۱۹ مورد مرگ و میر ناشی از مصرف ایبوگائین به‌طور مشکوک گزارش شد، که از این تعداد شش نفر از نارسایی حاد قلبی یا گرفتگی قلبی رنج می‌بردند. از تعداد افرادی که بدون عوارض از این دارو استفاده کرده و نتیجه مثبت گرفته‌اند اطلاعی در دست نیست. این دارو به عنوان یک درمان برای اعتیاد به مواد مخدر در برخی کشورها مورد استفاده قرار می‌گیرد. اما ممنوعیت آن در کشورهای دیگر باعث کند شدن تحقیقات علمی روی آن شده‌است. ایبوگائین نیز برای تسهیل خودآزمایی روانشناختی و روان‌شناسی روانشناختی مورد استفاده قرار می‌گیرد. شایان ذکر است که مشتقات ایبوگائین با خواص روانگردانی در حال توسعه هستند.
تولید و مصرف صمغ درخت تبرنارته ایبوگ، برای اولین بار توسط افراد قبیله کوتوله‌های پیگمه‌ها واقع در قبیله گابن آفریقای مرکزی که دانش بوتی را دارند انجام شده‌است. کاشفان فرانسوی که به آفریقا رفته بودند به نوبه خود از قبیله بوتی یادگرفتند و در ۱۸۹۹ تا ۱۹۰۰ ایبگا را به اروپا وارد کردند و در فرانسه، در لامارنر به بازار عرضه شدند.
مواد حاوی ایبوگائین برای اهداف دارویی و مراسم مذهبی توسط روحانیون بوتی استفاده می‌شوند که ادعا می‌کنند از پیگمه‌ها آموخته‌اند. اولین بار در سال ۱۹۶۲ توسط هوارد لتسف به عنوان داروی ضد اعتیادآور معرفی شد، اما استفاده از آن در غرب به حداقل یک قرن پیش از آن بر می‌گردد. در فرانسه از آن به عنوان لیمبرین Lambarène به عنوان محرک مورد استفاده قرار گرفت. همچنین، سازمان اطلاعات مرکزی ایالات متحده (CIA) اثرات ایبوگائین را در دهه ۱۹۵۰ مورد مطالعه قرار داده‌است.

ایبوگائین یک ایندول آلکالوئید است که توسط استخراج از گیاه ایبوگا یا نیمه سنتز از وکانژین ترکیبی مواد اولیه، دیگر آلکالوئیدهای گیاهی به دست می‌آید. سنتز کامل ایبوگائین در سال ۱۹۵۶ انجام شد. توضیح ساختاری توسط کریستالوگرافی اشعه ایکس در سال ۱۹۶۰ تکمیل شد.

## اثرات روانشناختی
ایبوگائین از ریشه Tabernanthe Iboga، گیاه شناخته شده با اثرات روان‌گردان در کاربران آن، شناخته می‌شود. تأثیر ایبوگائین دارای دو مرحله است، مرحله اول فاز رؤیایی شدن به عنوان یونیزوژن، با اشاره به ماهیت اثرات رؤیای روانگردان، به مدت ۴ تا ۶ ساعت. فاز دوم، فاز درونوزی، مسئول اثرات روان درمانی است؛ که باعث ترس و احساسات منفی می‌شود. ایبوگائین یک حالت تغییر یافته از آگاهی را به وجود می‌آورد که یادآور رؤیایی است، در حالی که فرد کاملاً آگاه است می‌تواند خاطرات، تجربیات زندگی و مسائل مربوط به تروما را پردازش کند.

## موارد استفاده

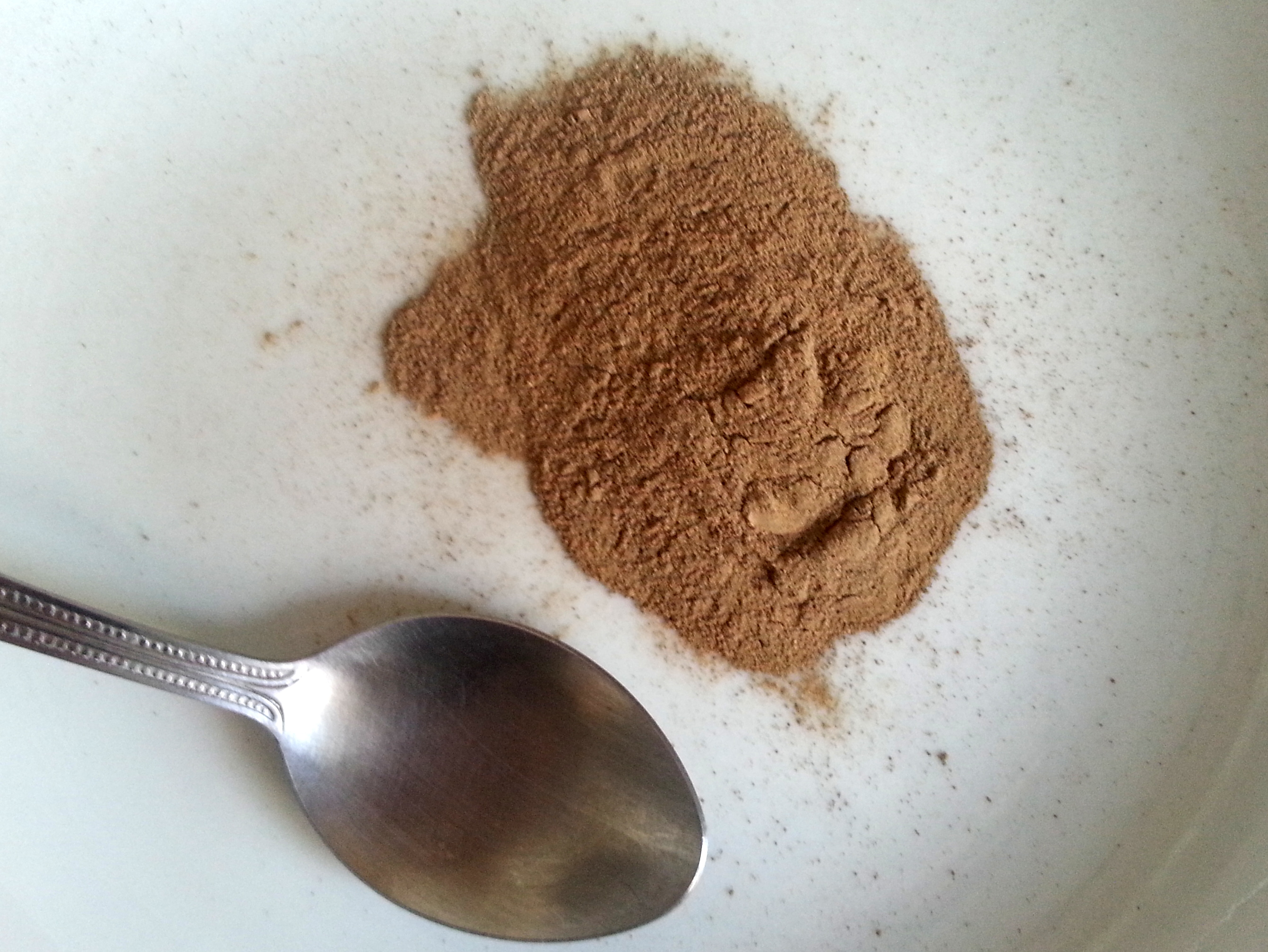
پوست پودر شده تبرنارته ایبوگا که حاوی ایبوگائین است.

### پزشکی
ایبوگائین در حال حاضر برای استفاده‌های پزشکی مورد تأیید نیست. مطالعات بالینی بر روی ایبوگائین برای درمان اعتیاد به مواد مخدر در اوایل دهه ۱۹۹۰ شروع شد، اما نگرانی در مورد اثرات بد روی قلب منجر به خاتمه این مطالعات شد. در حال حاضر اطلاعات کافی برای اثبات اینکه آیا برای درمان اعتیاد مفید است، وجود ندارد. با این وجود، برخی از کلینیک‌های ترک برای این منظور، ایبوگائین را تجویز می‌کنند، به این معنی که «آزمایش گسترده و بدون کنترل» انجام می‌شود. آزمایش‌ها بالینی ایبوگائین برای درمان اعتیاد به الکل، در حال حاضر در کشور برزیل ادامه دارد.

### دینی
در مراسم مذهبی بوتی‌ها، پوست ریشه گیاه را به‌صورت پودر شده در مقادیر زیادی مصرف می‌کنند تا اثرات شدید روانگردانی و روانشناختی ایجاد کند.

## اثرات جانبی

### فوری
یکی از اولین اثرات قابل توجه در مصرف دوز زیاد ایبوگائین آتاکسی می‌باشد، مشکل در هماهنگ‌کردن حرکت عضلانی است که باعث می‌شود فرد نتواند به تنهایی بایستد یا راه برود. خشکی دهان، تهوع و استفراغ از دیگر عوارض آن است. این علائم ممکن است در برخی موارد از ۴ تا ۲۴ ساعت طول بکشد. برای جلوگیری از تهوع و استفراغ، ایبوگائین گاهی به شکل تنقیه تجویز می‌شود.

### قلبی عروقی
دوزهای درمانی ایبوگائین باعث ایجاد سندرم کیوتی طولانی مدت می‌شود، ظاهراً با مسدود کردن کانال‌های پتاسیم hERG در قلب این مشکل ایجاد می‌شود.

### عصبی
تحقیقات آزمایشگاه مارک مولیور در دانشگاه جان هاپکینز نشان دهنده انحطاط یاخته پورکینیه مغزی است که در موش‌های صحرایی که میزان قابل توجهی از ایبوگائین مصرف گرفته‌اند دیده می‌شود که در مقایسه با آنهایی که برای مطالعه خودآزمایی بدون مصرف ایبوگائین نگهداری شده‌اند مشهود است. البته، تحقیقات صورت گرفته بعدی هیچ نشانی از اثرات عصبی در میمونها یا موشها در دوزهای تولیدکننده انسداد مخچه مشابه مورد موشهای قبلی ایجاد نکرد و نتیجه‌گیری شده‌است که انحطاط یاخته پورکینیه مغزی ممکن است یک پدیده محدود به یک گونه خاص باشد. شایان ذکر است سازمان غذا و دارو (آمریکا) FDA از تحقیقات مولیور در فاز ۱ که در آن ایبوگائین روی انسان در سال ۱۹۹۳ آزمایش شده بود آگاهی داشت. معاینه نوروپاتولوژی هیچ شواهدی از تغییرات دژنراتیو در خانمی که چهار دوز جداگانه ایبوگائین بین ۱۰ تا 30 mg / kg در طی یک دوره ۱۵ ماهه قبل از مرگش (به علت ترومبوز شرطی مزانترال با آنفارکتوس کولون کوچک) ۲۵ روز پس از آخرین مصرف ایبوگائین نشان نداده‌است. در تمام مرگ و میرهایی که افراد به‌طور موقت ایبوگائین مصرف می‌نموده هیچ شواهدی از سندرم عصبی دیده نشده‌است.

## فعل و انفعالات
تداخلات جانبی بین مصرف ایبوگائین با داروهای روانپزشکی ممکن است رخ دهد. بعضی از مطالعات همچنین امکان بروز نارسایی قلبی را نشان می‌دهد.
از آنجایی که ایبوگائین یکی از داروهایی است که بخشی از آن توسط سیتوکروم پی ۴۵۰ متابولیزه می‌شود، باید از مصرف همزبان با خواکی‌هایی که توسط سی‌پی ۴۵۰ متابولیزه می‌شوند خودداری نمود مانند موادی که حاوی برگاموتین، هستند مانند آب گریپ فروت، و روغن آن.

## فارماکولوژی

### فارماکودینامیک
| سایت                                                                    | ایبوگائین     | Noribogaine   |
| ----------------------------------------------------------------------- | ------------- | ------------- |
| MOR                                                                     | ۲٬۰۰۰–۱۰۰٬۰۰۰ | ۷۰۰–۳۰۰۰      |
| DOR                                                                     | > ۱۰۰٬۰۰۰     | ۵٬۰۰۰–۲۵٬۰۰۰  |
| KOR                                                                     | ۲۰۰۰–۴۰۰۰     | ۶۰۰–۱۰۰۰      |
| 5-HT <sub id="mwbg">2A</sub>                                            | ۱۶٬۰۰۰        | > ۱۰۰٬۰۰۰     |
| 5-HT <sub id="mwdA">2C</sub>                                            | > ۱۰٬۰۰۰      | > ۱۰٬۰۰۰      |
| 5-HT <sub id="mweg">3</sub>                                             | ۲۶۰۰          | > ۱۰۰٬۰۰۰     |
| σ <sub id="mwgA">1</sub>                                                | ۲٬۵۰۰–۹٬۰۰۰   | ۱۱٬۰۰۰–۱۵٬۰۰۰ |
| σ <sub id="mwhg">2</sub>                                                | ۹۰–۴۰۰        | ۵۰۰۰–۱۹۰۰۰    |
| NMDA                                                                    | ۱٬۰۰۰–۳٬۰۰۰   | ۶٬۰۰۰–۱۵٬۰۰۰  |
| nACh                                                                    | ۲۰            | ۱٬۵۰۰         |
| SERT                                                                    | ۵۰۰           | ۴۰            |
| DAT                                                                     | ۲۰۰۰          | ۲۰۰۰          |
| کوچکتر ارزش، مقادیر K i (nM) هستند. بیشتر مواد مخدر به سایت متصل می‌شود. |               |               |

ایبوگائین به‌طور همزمان بر روی بسیاری از سیستم‌های پیام‌رسان عصبی تأثیر می‌گذارد.
نوروبوگین از بازدارنده جذب سروتونین قوی‌تر است؛ و به عنوان یک آگونیست گیرنده کروماتین متوسط و آگونیست گیرنده μ-opioid ضعیف یا آگونیست جزئی ضعیفتر عمل می‌کند. احتمالاً ممکن است اثر ایبوگائین در گیرنده اپوئیدی کاپا، به‌طور قابل توجهی به اثرات روان شناختی نسبت به مصرف ایبوگائین کمک کند؛ سالویا دیوینوروم، یکی دیگر از گیاهان حاوی سلولورین A شیمیایی است که یک گونه دارای آگونیست اکپوئیدی کاپا بسیار انتخابی است. در آزمایشهای انجام شده روی یک گونه موش درمورد اثرات ذهنی، نوروبوگین درجه بالاتری در مقایسه با ایبوگائین از خود نشان داد.

### فارماکوکینتیک
ایبوگائین در بدن انسان توسط سیتوکروم پی ۴۵۰ 2D6 به نوریبوگایین (در حقیقت، O-desmethylibogaine یا 12-hydroxyibogamine) متابولیزه می‌شود. ایبوگائین و نوروبوگین نیمه‌عمر (داروشناسی) حدود دو ساعته در موش صحرایی دارند، هرچند نیمه عمر نوروبوگین کمی طولانی‌تر از ترکیب اصلی آن است. همچنین مشاهده شده که ایبوگائین به صورت چربی ذخیره شود و به نوریبوگایین متابولیزه می‌شود. پس از مصرف ایبوگائین در انسان، نوروبوگین سطح پلاسمایی بالاتری نسبت به ایبوگائین از خود نشان می‌دهد و برای مدت طولانی‌تری از ایبوگائین قابل تشخیص است.

## ساختار شیمیایی

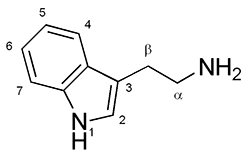
ساختار کلی تریپتامین‌ها.

ایبوگائین یک تریپتامین است. دو مرکز جداگانه کریال (دست‌سانی (شیمی)) دارد، به این معنی است که چهار استئوزایمر مختلف از ایبوگائین وجود دارد. تشخیص این چهار ایزومر از هم دشوار است.

### سنتز
هیدروکلراید کریستال ایبوگائین معمولاً توسط سنتز نیمه کاره از وکانژین در آزمایشگاه‌های تجاری تولید می‌شود.

### مشتقات
مشتق مصنوعی از ایبوگائین، 18-methoxycoronaridine (18-MC)، یک آنتاگونیست انتخابی α۳β۴ است که به‌طور مشترک توسط متخصص مغز و اعصاب استنلی دی گلیک Stanley D. Glick (آلبانیایی) و شیمیدان مارتین ای کونه Martin E. Kuene (ورمونتی) توسعه یافته‌است. این کشف در ادامه تحقیقات قدیمی‌تر بر روی دیگر ترکیب طبیعی از ایبوگائین مانند coronaridine و وکانژین بود که نشان داد این ترکیبات همچنان خواص ضد اعتیادی دارند.

## طبیعت
ایبوگائین به‌طور طبیعی در پوست ریشه ایبوژ وجود دارد و همچنین در عصاره آلکالوئیدهای گیاه تبرنارته ایبوگ موجود است که شامل تمام آلکالوئیدهای دیگر ایبوگا می‌باشد و در نتیجه نیمی از آن به عنوان هیدروکلراید ایبوگائین استاندارد وجود دارد.

## تاریخچه
استفاده از ایبوگا در مراسم مذهبی آفریقایی، نخستین بار توسط مهاجران فرانسوی و بلژیکی در قرن نوزدهم گزارش شده‌است. اولین توصیف گیاهی از گیاه تبرناته ایبوگا در سال ۱۸۸۹ نگاشته شد. ایبوگائین اولین بار در سال ۱۹۰۱ به شکل نمونه‌های تی. ایبوگا توسط دیوفسکی و لاندرین همچنین به‌طور جداگانه توسط هالر و هکلل در همان سال از گابن به اروپا منتقل شد. اولین روش سنتز کامل ایبوگائین توسط جی. بوجی در سال ۱۹۶۶ انجام شد. از آن پس تا کنون چندین روش سنتز دیگر ابداع شده‌است.
از دهه ۱۹۳۰ تا دهه ۱۹۶۰، ایبوگائین در فرانسه به عنوان لیمبرین - Lambarène، عصاره گیاه تبرناته مانی فروخته شده‌است و به عنوان یک محرک روحی و فیزیکی ارتقا یافته. این دارو در بین بعضی از ورزشکاران پس از جنگ جهانی دوم از محبوبیت برخوردار بود. لیمبرین در سال ۱۹۶۶ از بازار جمع‌آوری شد، از آن پس فروش محصولات حاوی ایبوگائین در فرانسه غیرقانونی اعلام شده‌است.
در اواخر دهه ۱۹۶۰ مجمع جهانی بهداشت «آن را جزء موادی که احتمالاً باعث وابستگی یا مخل سلامت انسان است،» دسته‌بندی کرد، سازمان غذا و دارو (آمریکا) (FDA) آن را در طبقه‌بندی I قرار داد و کمیته بین‌المللی المپیک آن را به عنوان یک عامل احتمالی دوپینگ ممنوع اعلام کرد.
گزارش‌های غیرقابل استنادی دربارهٔ اثرات ایبوگائین در اوایل دهه ۱۹۶۰ منتشر شد. خواص ضد اعتیادآوری آن به‌طور تصادفی توسط هوارد لتسف در سال ۱۹۶۲، در سن ۱۹ سالگی کشف شد، زمانی که او و پنج دوستش - همگی معتاد هروئین بودند - با مصرف ایبوگائین شاهدکاهش علاقه ذهنی خود به هروئین و علائم ترک مواد مخدر در آنها پدیدار شد. مشاهدات عینی بیشتر لتسف را متقاعد به مفید بودن بالقوه ایبوگائین در درمان اعتیاد به مواد کرد. او با یک شرکت بلژیکی قرارداد ساخت ایبوگائین به صورت قرص را برای آزمایش‌ها بالینی در هلند بست و گواهی ثبت اختراع ایالات متحده برای محصول را سال ۱۹۸۵ دریافت کرد. نتایج اولین اقدام تحقیقاتی او، یعنی بررسی شواهد توانایی ایبوگائین برای کاهش اثرات جنبی ترک مخدر در موش‌های صحرایی توسط دزول جیک و همکارانش در سال ۱۹۸۸ میلادی منتشر شد. همچنین تأثیر آن در کاهش مصرف خودسرانه مورفین که توسط جلیک و همکاران در سال ۱۹۹۱ گزارش شده‌است. کاپندیجک و همکاران کاهش میزان وابستگی مصرف کوکائین در موش صحرایی را در سال ۱۹۹۳ منتشر نمودند و رضوانی کاهش وابستگی به الکل در سه سویه از موش‌های وابسته به الکل در سال ۱۹۹۵ منتشر کرد.
با استفاده از نتیجه تحقیقات به‌دست آمده روی ایبوگائین، بعضی گروه‌ها به‌طور سیستماتیک با استفاده از روش‌های توسعه یافته و پرسنل پزشکی فعال شدند، در حالی که دیگران به شکل سعی و خطا و خطرناک را ایبوگائین استفاده می‌کردند. لتسف و همکارانش، متعهد به استفاده سنتی از ایبوگائین، بودند و روش درمان خود را بر پایه درمان رژیمی آماده می‌کردند. در سال ۱۹۹۲، اریک تئوب ایبوگائین را به ساحلی نزدیک ایالات متحده آورد، در آنجا او شروع به ارائه درمان و تبلیغ کرد. در کاستاریکا لکس کوگان، یکی دیگر از طرفداران پیشرو، که به تاوب پیوسته بود تا سیستم خود را مدیریت کند. این دو نفر در چندین کشور در حال ایجاد درمانگاه‌های تحت نظارت سیستم پزشکی بودند.
در سال ۱۹۸۱ یک تولیدکننده اروپایی نامعلوم ۴۴ کیلوگرم عصاره ایبوگا تولید کرد لایسنس آن توسط کارل ولنتنبورگ خریداری شد، که آن را تحت نام «عصاره اندرا» توزیع کرد و در سال ۱۹۸۲ برای درمان معتادان به هروئین در کریستیانیا، دانمارک، یک روستای کوهستانی که کمپ اعتیاد به مواد مخدر بود، مورد استفاده قرار گرفت. عصاره ایندرا برای فروش در اینترنت تا سال ۲۰۰۶، زمانی که وب سایت ایندرا ناپدید شد، در دسترس قرار داشت. محصولات مشابهی در حال حاضر در بعضی کشورها به عنوان "عصاره Indra" فروخته می‌شود، اما معلوم نیست که آیا هیچ‌کدام از آنها از لایسنس Waltenburg گرفته شده‌است یا خیر.
مؤسسه ملی مواد مخدر (NIDA) در اوایل دهه ۱۹۹۰ مطالعات بالینی ایبوگائین را در ایالات متحده آغاز کرد اما این پروژه را در سال ۱۹۹۵ متوقف کرد. در این مقاله که در سال ۱۹۹۹ توسط آلپر و همکاران منتشر شده است. داده‌ها نشان داد که اثربخشی ایبوگائین در کاهش واکنش‌های افیوئیدی در افراد وابسته به مواد مخدر. در گروهی متشکل از ۳۳ بیمار که ۶ تا ۲۹ مورد درمان شدند با میزان mg / kg؛ ۲۵ ایبوگائین نشانه‌های درمان اعتیاد به مواد مخدر در ۲۴ تا ۷۲ ساعت پس از درمان نشان داده می‌شود، اما یک زن ۲۴ ساله که دوز بیشتری را دریافت می‌کند، فوت می‌کند. مش و دیگران، در سال ۲۰۰۰ میلادی با استفاده از دوزهای پایین‌تر خوراکی (۱۰–۱۲ میلی‌گرم در کیلوگرم) در ۲۷ بیمار، متوجه شدند ۳۶ ساعت بعد از درمان تمایل معتادان به هروئین به‌طور قابل توجهی پایین‌تر از انواع درمان دیگر را نشان می‌دهد و گزارش خودکشی‌های نشان دهنده کاهش علائم افسردگی مبتنی بر کاهش کوکائین و مواد مخدر است. بسیاری از این اثرات در طی یک ماه پس از پایان درمان، ادامه دارد.

### وضعیت حقوقی
اتحاد جهانی درمان با ایبوگائین یک نقشه از وضعیت حقوقی ایبوگائین را در کشورهای مختلف جهان منتشر می‌کند.

#### برزیل
در تاریخ ۱۴ ژانویه ۲۰۱۶، ایبوگائین برای استفاده پزشکی در سائوپائولو، برزیل، قانونی شد و این قانون طی چند ماه به بقیه کشور گسترش یافت.

#### کانادا
ایبوگائین در کانادا در سال ۲۰۰۹ غیرقانونی بود. پس از آن وزارت بهداشت کانادا ایبوگائین را به فهرست داروهای تجویزی (PDL) در سال ۲۰۱۷ اضافه کرد.

#### آلمان
ایبوگائین در آلمان کنترل نشده‌است، اما برای استفاده پزشکی می‌توان آن را از داروخانه سفارش داد. (AMG).

#### نیوزلند
ایبوگائین در سال ۲۰۰۹ در نیوزیلند به عنوان داروی غیر پزشکی تأیید شد.

#### نروژ
ایبوگائین (مانند همه مشتقات ترپتامین) در نروژ غیرقانونی است.

#### سوئد
ایبوگائین تحت قوانین برنامه I در سوئد است.

#### انگلستان
از ژانویه ۲۰۱۷ ایبوگائین در انگلستان، یک محصول پزشکی بدون مجوز بود.

#### ایالات متحده
ایبوگائین به عنوان یک داروی برنامه‌ای I کنترل شده در ایالات متحده طبقه‌بندی شده‌است و برای درمان اعتیاد (یا هر گونه استفاده درمانی دیگر) به دلیل عوارض جانبی عصبی، و عوارض قلبی عروقی و همچنین کمبود تحقیقات برای درمان اعتیاد تأیید نشده‌است. .

### کلینیک‌های درمان
کلینیک‌های درمان ایبوگائین در مکزیک، کانادا، هلند، آفریقای جنوبی و نیوزیلند تأسیس شده‌اند و همه آنها در مواردی که به عنوان «منطقه خاکستر قانونی» شناخته می‌شوند، در حال انجام فعالیت هستند. کاستاریکا همچنین دارای مراکز درمانی است، که بیشتر آنها متعلق به یکی از طرفداران لکس کوگان، پیشگام اصلی ایبوگائین است. علی‌رغم فعالیت DEA، در ایالات متحده آمریکا، کلینیک‌های ترک با ایبوگائین به‌صورت مخفی و غیرقانونی وجود دارند. در حالی که دستورالعمل‌های بالینی برای سم زدایی توسط ایبوگائین به‌وسیله اتحادیه جهانی درمان توسط ایبوگائین در سال ۲۰۱۵ منتشر شده، متخصصان ترک اعتیاد هشدار می‌دهند که درمان وابستگی به مواد مخدر با ایبوگائین به شکل غیر پزشکی و بدون نظارت متخصصین و بدون روانشناس متخصص، می‌تواند خطرناک باشد - و در حدود یک مورد در ۳۰۰ مورد، بالقوه مرگبار است.

### رسانه‌ها
- ترک کن یا بمیر (Detox or Die (2004

تزریق یا مرگ به کارگردانی دیوید گراهام اسکات. دیوید گراهام اسکات فیلمبرداری از دوستان معتاد به هروئین را آغاز می‌کند. پیش از این، او خود به مواد مخدر معتاد بوده‌است. او در نهایت دوربین را به خانواده اش تبدیل می‌کند. پس از ۱۲ سال ناتوان کننده و وابستگی دردناک به متادون، اسکات به ایبوگائین روی می‌آورد. فیلمبرداری در اسکاتلند و انگلستان انجام و پخش تلویزیونی در بی‌بی‌سی به عنوان سومین قسمت سریال مستند یک زندگی One Life انجام می‌گیرد. .
- ایبوگائین: آئین گذر (۲۰۰۴) - Ibogaine: Rite of Passage 2004

به کارگردان بن دلونن. داستان یک معتاد ۳۴ ساله هروئین تحت درمان با ایبوگائین با دکتر مارتین پلیانکو در انجمن ایبوگائین، یک درمانگاه در روزاریتو در مکزیک است. فیلم مصاحبه دلونن با افرادی که قبلاً معتاد به هروئین، کوکائین و متامفتامین بودند، که دیدگاه خود را در مورد درمان با ایبوگائین به اشتراک می‌گذارند. در گابن، یک زن محلی بالونگو از ریشه ایبوگا برای افسردگی استفاده می‌کند. دلونن تجربه بصری درمان بالینی با ایبوگائین را با استفاده از بویتیBwiti حاصله از ریشه ایبوژ مقایسه می‌کند، اما تأکید بر نگاه غربی دارد.
- درمورد عادت (۲۰۰۷) - Facing the Habit 2007

به کارگردانی مگنولیا مارتین در این فیلم مارتین، یک میلیونر سابق و سهامدار است که به درمان با ایبوگائین برای مصرف هروئین به مکزیک سفر می‌کند.
- گردش در آمستردام (۲۰۰۸) - Tripping in Amsterdam 2008

در این فیلم کوتاه به کارگردانی جان باندارز، سیمون "Swany" وان از مرکز درمان ایبوگا به مدیریت سارا گلات در آمستردام دیدن می‌کند. تلویزیون کارنت این مستند را در سال ۲۰۰۸ به عنوان بخشی از برنامه «بحران فصلنامه زندگی» پخش کرده‌است.
- من با عشق خطرناک هستم (۲۰۰۹) - I'm Dangerous with Love 2009

به کارگردانی میشل نگروپونته. نگروپونته در حال بررسی طولانی مدت فعالیت‌های مخفیانه دیمیتری مگانیس در زمینه درمان معتادان هروئین با ایبوگائین است.
- هالوسیتین ها" (۲۰۱۲) - "Hallucinogens"2012

در یکی از پنج قسمت این سریال از شرکت مواد مخدر، در شبکه نشنال جئوگرافیک، یک معتاد سابق هروئین به معتادان با ایبوگائین در کانادا کمک می‌کند. او خودش از ایبوگائین برای ترک مواد مخدر استفاده کرده‌است.
- اعتیاد" (۲۰۱۳) - "Addiction" 2013

در یک قسمت از مجموعه مستند وایس (مجموعه تلویزیونی) تولید اچ‌بی‌او یک بخش به استفاده از به ایبوگائین برای ترک اعتیاد به هروئین اختصاص دارد.
- ایبوگین سافاری (The Ibogaine Safari" (2014

این فیلم مستند توسط پیر لی‌روکس، ساخته شده و در آن به بررسی ادعاهای ترک بدون درد هروئین در آفریقای جنوبی با زیر نظر گرفتن چند معتاد در حال مصرف ایبوگائین است. در "Safari" ماجراجویی. این مستند برنده جایزه بهترین مستند کوتاه در جشنواره بین‌المللی فیلم کانادا ۲۰۱۴ شد.

### رسانه چاپی
در حالی که در ویسکانسین برنامه اصلی برای انتخابات ریاست جمهوری ایالات متحده را در سال ۱۹۷۲ تحت پوشش قرار داد، روزنامه‌نگار هانتر S. Thompson، روزنامه‌نگار گونزو، مقالهٔ طنز آمیز به رولینگ استون را متهم کرد که ادوموند موسکی، اعضای حزب دموکرات، معتاد به ایبوگائین است. بسیاری از خوانندگان و حتی دیگر روزنامه نگاران متوجه نشدند که قطعه Rolling Stone چهره ای است. ادعای ibogaine که به‌طور کامل بی اساس بود باعث آسیب زیادی به شهرت Muskie شد و به عنوان عامل در از دست دادن نامزدی خود به جورج مک گاورن اشاره شد. تامپسون بعداً گفت او شگفت زده شده‌است که هر کسی این را باور دارد. مقاله در تالیفات پس از انتخابات تامپسون، ترس و لایتینگ در کمپین پیگیری '۷۲ (۱۹۷۳) گنجانده شده‌است.
نویسنده و ییپی دانا بیال در سال ۱۹۹۷ کتاب " The Ibogaine Story " نوشت.
نویسنده Daniel Pinchbeck نویسنده آمریکایی در مورد تجربیات خود دربارهٔ ایبوگائین در کتاب Breaking Open the Head (2002)، و در مقاله ای در سال ۲۰۰۳ برای The Guardian با عنوان «ده سال درمان در یک شب» نوشت.

## پژوهش

### درمان اعتیاد
مشکلات ترک مشتقات تریاک را کاهش یا حذف می‌نماید. در نتیجه باعث کاهش علائم ترک اعتیاد می‌شود. تحقیقات همچنین نشان می‌دهد که ایبوگائین ممکن است در درمان وابستگی به مواد دیگر مانند الکل، متامفتامین و نیکوتین مفید باشد و ممکن است بر الگوهای رفتاری اجباری تأثیر گذار باشد که شامل سوء مصرف مواد یا وابستگی شیمیایی نیست. محققان خاطرنشان می‌کنند که «نیاز به تحقیقات سیستماتیک در یک محیط تحقیقاتی بالینی» وجود دارد.
ایبوگائین همچنین در چندین گروه کوچک مورد مطالعه قرار گرفته‌است تا میل به مصرف متامفتامین را کاهش دهد.
همچنین شواهدی وجود دارد که این نوع درمان با ال‌اس‌دی کار می‌کند، همچنین نشان داده شده‌است که اثر درمانی بر الکل دارد. هر دو ایبوگائین و ال‌اس‌دی به نظر می‌رسد فعالیت ذهنی را کنترل کرده و جلوه‌های بصری ایجاد می‌کنند؛ ایبوگائین دارای این مزیت است که اثرات قطع را ندارد.

### مدیریت درد مزمن
در سال ۱۹۵۷ جورگ اسنایدر، متخصص داروسازی CIBA (در حال حاضر بخش نوارتیس)، دریافت که ایبوگائین باعث افزایش تاثیر مورفین می‌شود. محققان CIBA بر روی تعاملات اپیوژین-اپیوئید هیچ‌گونه اطلاعات جدیدی به‌دست نیاوردند. تقریباً ۵۰ سال بعد، پاتریک کروپا Patrick Kroupa و هاتی والز Hattie Wells پروتکل درمان برای تجویز همزمان ایبوگائین و مشتقات تریاک در افراد انسانی منتشر کردند، که نشان می‌دهد که ایبوگائین تحمل مواد مخدر را کاهش می‌دهد. مقاله آنها در مجله مطالعات روانشناختی چند رشته‌ای نشان داد که تجویز دوز پایین نگهدارنده HCl ایبوگائین با مشتقات تریاک باعث کاهش تطبیق‌پذیری می‌شود، اما اشاره کردند که میزان زیاد ایبوگائین می‌تواند این روش را خطرناک کند.

### روان درمانی
ایبوگائین به عنوان یک روان درمانگر توسط کلودیو نارنجو، که در کتاب «سفر شفا» به ثبت رسیده‌است، مورد استفاده قرار گرفته‌است. او حق ثبت اختراع CA 939266 در سال ۱۹۷۴ را دارد.